# Hypoplectrus maya
Hypoplectrus maya  (лат.) — вид лучепёрых рыб из семейства каменных окуней (Serranidae).
Ареал ограничен прибрежными лагунами Белизского Барьерного рифа.

## Этимология
Видовое название дано в честь народа Майя, проживающего на территории Белиза, а также в честь дочери автора первоописания вида (Maya Rose Lobel). Впервые кратко описан в 2002 году под условным названием Hypoplectrus sp. 'Belize'.

## Описание
Тело высокое, высота тела укладывается 2,1—2,4 раза в стандартную длину тела; покрыто ктеноидной чешуёй. Длина головы составляет36—40% от длины тела. Рот конечный. 
В спинном плавнике 10 колючих и 14—16 мягких лучей. В анальном плавнике 3 колючих и 6—7 мягких лучей. В боковой линии 48—54 чешуй. Позвонков 23.
Всё тело синего цвета, переливается разными оттенками, несколько темнее над боковой линией. Спинной, анальный и брюшные плавники синие. Грудные плавники бесцветные. Края хвостового плавника синие, остальная часть несколько бледнее. По внешнему виду сходны с H. gemma, но отличаются от последнего отсутствием чёрной окантовки по краям хвостового плавника.
Максимальная длина тела 9,4 см.

## Биология
Обитают в манграх среди зарослей морской растительности. В сходных биотопах встречаются актинии Clavelina puertosecensis из рода Clavelina, похожие по окраске на данный вид рыб. Полагают, что H. maya маскируются под актиний. 
Питаются мелкими рыбами, в частности представителями семейства сельдевых (например, Jenkinsia lamprotaenia).
Синхронные гермафродиты, то есть каждая особь способна одновременно вырабатывать как мужские, так и женские гаметы. Самооплодотворения не наблюдали; обычно в нерестовый период образуют пары. В паре особи поочерёдно выступают в качестве самца или самки.